# Jose Glover
Pour les articles homonymes, voir Glover.
 (octobre 2022).
La mise en forme du texte ne suit pas les recommandations de Wikipédia : il faut le « wikifier ».
Les points d'amélioration suivants sont les cas les plus fréquents. Le détail des points à revoir est peut-être précisé sur la page de discussion.
- Les titres sont pré-formatés par le logiciel. Ils ne sont ni en capitales, ni en gras.
- Le texte ne doit pas être écrit en capitales (les noms de famille non plus), ni en gras, ni en italique, ni en « petit »…
- Le gras n'est utilisé que pour surligner le titre de l'article dans l'introduction, une seule fois.
- L'italique est rarement utilisé : mots en langue étrangère, titres d'œuvres, noms de bateaux, etc.
- Les citations ne sont pas en italique mais en corps de texte normal. Elles sont entourées par des guillemets français : « et ».
- Les listes à puces sont à éviter, des paragraphes rédigés étant largement préférés. Les tableaux sont à réserver à la présentation de données structurées (résultats, etc.).
- Les appels de note de bas de page (petits chiffres en exposant, introduits par l'outil «  Source ») sont à placer entre la fin de phrase et le point final[comme ça].
- Les liens internes (vers d'autres articles de Wikipédia) sont à choisir avec parcimonie. Créez des liens vers des articles approfondissant le sujet. Les termes génériques sans rapport avec le sujet sont à éviter, ainsi que les répétitions de liens vers un même terme.
- Les liens externes sont à placer uniquement dans une section « Liens externes », à la fin de l'article. Ces liens sont à choisir avec parcimonie suivant les règles définies. Si un lien sert de source à l'article, son insertion dans le texte est à faire par les notes de bas de page.
- La présentation des références doit suivre les conventions bibliographiques. Il est recommandé d'utiliser les modèles {{Ouvrage}}, {{Chapitre}}, {{Article}}, {{Lien web}} et/ou {{Bibliographie}}. Le mode d'édition visuel peut mettre en forme automatiquement les références.
- Insérer une infobox (cadre d'informations à droite) n'est pas obligatoire pour parachever la mise en page.

Pour une aide détaillée, merci de consulter Aide:Wikification.
Si vous pensez que ces points ont été résolus, vous pouvez retirer ce bandeau et améliorer la mise en forme d'un autre article.
 (octobre 2022).
Joseph Glover, généralement appelé Jose ou Josse, (mort fin 1638) était un pasteur anglais non-conformiste, connu pour être un pionnier de l'imprimerie dans les colonies anglaises d'Amérique du Nord et l'une des personnes ayant contribué à la création du Harvard College.

## Biographie
Glover fut recteur de Sutton, alors dans le comté de Surrey, de 1628 à 1636. Il se marie en secondes noces vers 1630, épousant Elizabeth Harris, la fille du révérend Nathaniel Harris, recteur de Bletchingley dans le Surrey.
Glover se rend en Nouvelle-Angleterre vers 1634 et recueille des appuis pour ce qui deviendra le Harvard College. Il réussit à acheter une presse d'imprimerie et de l'équipement en obtenant des fonds en Angleterre et en Hollande et signe un accord avec les forgerons Stephen et Matthew Daye et trois ouvriers le 7 juin 1638 à Cambridge pour expédier l'équipement en Amérique à bord du navire John of London et le faire fonctionner plus tard. Glover meurt de la fièvre pendant le voyage de retour en Amérique plus tard en 1638, mais sa femme et les frères Daye ont pu continuer son travail d'installation d'une presse d'imprimerie en Nouvelle-Angleterre.
L'American Antiquary Society documente que Glover avait rédigé son testament le 16 mai 1638, et qu'il a été approuvé par la Cour prérogative de Canterbury le 22 décembre de la même année.
En utilisant le matériel que Glover avait acheté, Daye a publié The Free Man's Oath en 1639, qui était une documentation pour un serment d'allégeance aux colons. The Whole Booke of Psalmes, publié l'année suivante en 1640, est devenu le premier livre complet à être publié dans le Nouveau Monde.
Jose et Elizabeth Glover eurent un fils, John, qui devint également diplômé de Harvard et médecin, et mourut en 1668.